# 1290 Albertine
1290 Albertine è un asteroide della fascia principale. Scoperto nel 1933, presenta un'orbita caratterizzata da un semiasse maggiore pari a 2,3663361 UA e da un'eccentricità di 0,1539645, inclinata di 5,59088° rispetto all'eclittica.
Il suo nome è dedicato al re del Belgio Alberto I.